# گوتهیل
گوتهیل (به انگلیسی: Goathill) یک روستا و محله مدنی در بریتانیا است که در West Dorset واقع شده‌است. گوتهیل ۱۰ نفر جمعیت دارد.